# Ítalo Ferreira
Ítalo Ferreira (født 6. maj 1994) er en brasiliansk professionel surfer, der har konkurreret på World Surfing League Men's Championship Tour siden 2015. Ferreira vandt verdensmesterskabet i World Surf League i 2019.